# Quercus neotharpii
Quercus neotharpii är en bokväxtart som beskrevs av Aimée Antoinette Camus. Quercus neotharpii ingår i släktet ekar, och familjen bokväxter.
Artens utbredningsområde är Texas. Inga underarter finns listade.